# Systematik der bedecktsamigen Pflanzen nach Schmeil-Fitschen
Die hier angegebene Teilsystematik der Abteilung der Blütenpflanzen (Magnoliophyta) richtet sich nach „Schmeil-Fitschen, Flora von Deutschland, 91. Auflage“ (eine Übersetzung der amerikanischen Systematik der Bedecktsamer nach Cronquist). Sie gilt heute als veraltet.

## Klasse Dicotyledoneae (Zweikeimblättrige Pflanzen)

### UnterklasseMagnoliidae
- Ordnung Nymphaeales
  - Familie Seerosengewächse (Nymphaeaceae)
  - Familie Hornblattgewächse (Ceratophyllaceae)
- Ordnung Ranunculales
  - Familie Hahnenfußgewächse (Ranunculaceae)
  - Familie Sauerdorngewächse (Berberidaceae)
- Ordnung Papaverales
  - Familie Mohngewächse (Papaveraceae)
  - Familie Erdrauchgewächse (Fumariaceae)
- Ordnung Aristolochiales
  - Familie Osterluzeigewächse (Aristolochiaceae)

### UnterklasseHamamelididae
- Ordnung Hamamelidales
  - Familie Platanengewächse (Platanaceae)
- Ordnung Buchenartige (Fagales)
  - Familie Buchengewächse (Fagaceae)
  - Familie Birkengewächse (Betulaceae)
  - Familie Haselnussgewächse (Corylaceae)
- Ordnung Brennnesselartige (Urticales)
  - Familie Ulmengewächse (Ulmaceae)
  - Familie Maulbeergewächse (Moraceae)
  - Familie Hanfgewächse (Cannabaceae)
  - Familie Brennnesselgewächse (Urticaceae)
- Ordnung Myricales
  - Familie Gagelstrauchgewächse (Myricaceae)
- Ordnung Juglandales
  - Familie Walnussgewächse (Juglandaceae)

### UnterklasseRosidae
- Ordnung Saxifragales
  - Familie Stachelbeergewächse (Grossulariaceae)
  - Familie Pfeifenstrauchgewächse (Philadelphaceae)
  - Familie Dickblattgewächse (Crassulaceae)
  - Familie Steinbrechgewächse (Saxifragaceae)
  - Familie Herzblattgewächse (Parmassiaceae)
- Ordnung Sarraceniales
  - Familie Sonnentaugewächse (Droseraceae)
- Ordnung Rosales
  - Familie Rosengewächse (Rosaceae)
    - Unterfamilie Spiraeoideae
    - Unterfamilie Rosoideae
    - Unterfamilie Maloideae
    - Unterfamilie Prunoideae
- Ordnung Fabales
  - Familie Schmetterlingsblütengewächse (Fabaceae)
- Ordnung Myrtales
  - Familie Blutweiderichgewächse (Lythraceae)
  - Familie Wassernussgewächse (Trapaceae)
  - Familie Nachtkerzengewächse (Onagraceae)
- Ordnung Haloragales
  - Familie Tausendblattgewächse (Haloragaceae)
- Ordnung Elaeagnales
  - Familie Ölweidengewächse (Elaeagnaceae)
- Ordnung Rutales
  - Familie Rautengewächse (Rutaceae)
  - Familie Bittereschengewächse (Simaroubaceae)
  - Familie Sumachgewächse (Anacardiaceae)
- Ordnung Sapindales
  - Familie Ahorngewächse (Aceraceae)
  - Familie Rosskastaniengewächse (Hippocastanaceae)
  - Familie Pimpernussgewächse (Staphyleacea)
- Ordnung Geraniales
  - Familie Sauerkleegewächse (Oxalidaceae)
  - Familie Leingewächse (Linaceae)
  - Familie Storchschnabelgewächse (Geraniaceae)
  - Familie Balsaminengewächse (Balsaminaceae)
  - Familie Kapuzinerkressengewächse (Tropaeolaceae)
- Ordnung Polygalales
  - Familie Kreuzblumengewächse (Polygalaceae)
- Ordnung Cornales
  - Familie Hartriegelgewächse (Cornaceae)
- Ordnung Apiales
  - Familie Efeugewächse (Araliaceae)
  - Familie Doldengewächse (Apiaceae)
- Ordnung Celastrales
  - Familie Stechpalmengewächse (Aquifoliaceae)
  - Familie Spindelbaumgewächse (Celastraceae)
- Ordnung Rhamnales
  - Familie Kreuzdorngewächse (Rhamnaceae)
  - Familie Weinrebengewächse (Vitaceae)
- Ordnung Santalales
  - Familie Sandelholzgewächse (Santalaceae)
  - Familie Mistelgewächse (Loranthaceae)
- Ordnung Euphorbiales
  - Familie Buchsbaumgewächse (Buxaceae)
  - Familie Wolfsmilchgewächse (Euphorbiaceae)
- Ordnung Thymelaeales
  - Familie Seidelbastgewächse (Thymelaeaceae)

### UnterklasseDilleniidae
- Ordnung Dilleniales
  - Familie Pfingstrosengewächse (Paeoniaceae)
- Ordnung Theales
  - Familie Johanniskrautgewächse (Hypericaceae)
  - Familie Tännelgewächse (Elatinaceae)
- Ordnung Violales
  - Familie Veilchengewächse (Violaceae)
  - Familie Zistrosengewächse (Cistaceae)
  - Familie Tamariskengewächse (Tamaricaceae)
- Ordnung Capparales
  - Familie Kreuzblütler (Brassicaceae)
  - Familie Resedagewächse (Resedaceae)
- Ordnung Salicales
  - Familie Weidengewächse (Salicaceae)
- Ordnung Cucurbitales
  - Familie Kürbisgewächse (Cucurbitaceae)
- Ordnung Malvales
  - Familie Malvengewächse (Malvaceae)
  - Familie Lindengewächse (Tiliaceae)
- Ordnung Ericales
  - Familie Wintergrüngewächse (Pyrolaceae)
  - Familie Fichtenspargelgewächse (Monotropaceae)
  - Familie Heidekrautgewächse (Ericaceae)
  - Familie Krähenbeerengewächse (Empetraceae)
- Ordnung Primulales
  - Familie Primelgewächse (Primulaceae)

### UnterklasseCaryophyllidae
- Ordnung Caryophyllales
  - Familie Nelkengewächse (Caryophyllaceae)
  - Familie Kermesbeerengewächse (Phytolaccaceae)
  - Familie Portulakgewächse (Portulacaceae)
  - Familie Gänsefußgewächse (Chenopodiaceae)
  - Familie Fuchsschwanzgewächse (Amaranthaceae)
  - Familie Kakteengewächse (Cactaceae)
- Ordnung Polygonales
  - Familie Knöterichgewächse (Polygonaceae)
- Ordnung Plumbaginales
  - Familie Grasnelkengewächse (Plumbaginaceae)

### UnterklasseAsteridae
- Ordnung Gentianales
  - Familie Fieberkleegewächse (Menyanthaceae)
  - Familie Enziangewächse (Gentianaceae)
  - Familie Immergrüngewächse (Apocynaceae)
  - Familie Schwalbenwurzgewächse (Asclepiadaceae)
  - Familie Rötegewächse (Rubiaceae)
- Ordnung Dipsacales
  - Familie Geißblattgewächse (Caprifoliaceae)
  - Familie Moschuskrautgewächse (Adoxaceae)
  - Familie Baldriangewächse (Valerianeceae)
  - Familie Kardengewächse (Dipsacaceae)
- Ordnung Oleales
  - Familie Ölbaumgewächse (Oleaceae)
- Ordnung Polemoniales
  - Familie Windengewächse (Convolvulaceae)
  - Familie Sperrkrautgewächse (Polemoniaceae)
  - Familie Wasserblattgewächse (Hydrophyllaceae)
  - Familie Raublattgewächse (Boraginaceae)
- Ordnung Scrophulariales
  - Familie Nachtschattengewächse (Solanaceae)
  - Familie Sommerfliedergewächse (Buddlejaceae)
  - Familie Rachenblütler (Scrophulariaceae)
  - Familie Sommerwurzgewächse (Orobanchaceae)
  - Familie Wasserschlauchgewächse (Lentibulariaceae)
  - Familie Kugelblumengewächse (Globulariaceae)
  - Familie Wegerichgewächse (Plantaginaceae)
- Ordnung Hippuridales
  - Familie Tannenwedelgewächse (Hippuridaceae)
- Ordnung Lamiales
  - Familie Eisenkrautgewächse (Verbenaceae)
  - Familie Lippenblütler (Lamiaceae)
  - Familie Wassersterngewächse (Callitrichaceae)
- Ordnung Campanulales
  - Familie Glockenblumengewächse (Campanulaceae)
- Ordnung Asterales
  - Familie Korbblütler (Asteraceae)
    - Unterfamilie Asteroideae
    - Unterfamilie Cichorioideae

## Klasse Monocotyledoneae (Einkeimblättrige Pflanzen)

### UnterklasseAlismatidae
- Ordnung Alismatales
  - Familie Froschlöffelgewächse (Alismataceae)
  - Familie Schwanenblumengewächse (Butomaceae)
- Ordnung Hydrocharitales
  - Familie Froschbissgewächse (Hydrocharitaceae)
- Ordnung Potamogetonales
  - Familie Blumenbinsengewächse (Scheuchzeriaceae)
  - Familie Laichkrautgewächse (Potamogetonaceae)
  - Familie Nixenkrautgewächse (Najadaceae)

### UnterklasseLiliidae
- Ordnung Liliales
  - Familie Liliengewächse (Liliaceae)
  - Familie Narzissengewächse (Amaryllidaceae)
  - Familie Yamswurzelgewächse (Dioscoreaceae)
  - Familie Schwertliliengewächse (Iridaceae)
- Ordnung Orchidales
  - Familie Orchideen (Orchidaceae)

### UnterklasseJunciflorae
- Ordnung Juncales
  - Familie Binsengewächse (Juncaceae)
- Ordnung Cyperales
  - Familie Sauergräser (Cyperaceae)
- Ordnung Typhales
  - Familie Rohrkolbengewächse (Typhaceae)
  - Familie Igelkolbengewächse (Sparganiaceae)
- Ordnung Poales
  - Familie Süßgräser (Poaceae)

### UnterklasseArecidae
- Ordnung Arales
  - Familie Aronstabgewächse (Araceae)
  - Familie Wasserlinsengewächse (Lemnaceae)